# Inar
Inar va ser rei de Nesa (Neša) i Kanesh (actual Kültepe). Portava el títol de rubaum i el seu rabi simmiltim (primer ministre) es deia Šamnuman. El va succeir el seu fill Warsama després d'un regnat de com a mínim deu anys.
Quan es va tornar a poblar Nesa i els assiris van haver restablert les relacions comercials amb el país, van començar les tensions entre Inar i el rei de Mama, Anum-Herba, i sembla que Inar va envair el regne de Mama. Més tard es va signar un tractat de pau, que va ser molt precària, ja que el fill d'Inar, Warsama, va entrar al territori de Mama i va destruir algunes ciutats.